# Anna Danilina
Anna Sergejevna Danilina (russisk: Анна Сергеевна Данилина, født 20. august 1995 i Moskva, Rusland) er en professionel tennisspiller fra Kasakhstan, som indtil 2011 repræsenterede sit fødeland, Rusland.